# Olympique Gymnaste Club de Nice 1965-1966
Questa voce raccoglie le informazioni riguardanti l'Olympique Gymnaste Club de Nice nelle competizioni ufficiali della stagione 1965-1966.

## Maglie
La divisa viene caratterizzata da righe più strette.
| Manica sinistra · Manica sinistra · Maglietta · Maglietta · Manica destra · Manica destra · Pantaloncini · Calzettoni |

## Rosa
| N. |                      | Ruolo | Calciatore            |
| -- | -------------------- | ----- | --------------------- |
|    | Francia (bandiera)   | P     | Louis Ferry           |
|    | Francia (bandiera)   | P     | Charly Marchetti      |
|    | Francia (bandiera)   | D     | Gérard Albert         |
|    | Argentina (bandiera) | D     | Juan Carlos Auzoberry |
|    | Francia (bandiera)   | D     | Guy Cauvin            |
|    | Francia (bandiera)   | D     | Francis Isnard        |
|    | Francia (bandiera)   | D     | Ravel                 |
|    | Francia (bandiera)   | D     | Bruno Rodzik          |
|    | Francia (bandiera)   | D     | Maurice Serrus        |
|    | Belgio (bandiera)    | D     | Joseph van Mol        |
|    | Francia (bandiera)   | C     | Yvon Giner            |
|    | Francia (bandiera)   | C     | Roger Jouve           |

| N. |                      | Ruolo | Calciatore         |
| -- | -------------------- | ----- | ------------------ |
|    | Francia (bandiera)   | C     | Sylvain Léandri    |
|    | Argentina (bandiera) | C     | Hector Maison      |
|    | Francia (bandiera)   | C     | Gérard Segarra     |
|    | Francia (bandiera)   | A     | René Fioroni       |
|    | Francia (bandiera)   | A     | Arnoldo Granella   |
|    | Algeria (bandiera)   | A     | Jean-Paul Lacaza   |
|    | Francia (bandiera)   | A     | Elie Lions         |
|    | Francia (bandiera)   | A     | Charly Loubet      |
|    | Francia (bandiera)   | A     | Roger Piantoni     |
|    | Argentina (bandiera) | A     | Rafael Santos      |
|    | Francia (bandiera)   | A     | Jean-Pierre Serra  |
|    | Francia (bandiera)   | A     | Jean-Pierre Thomas |